# Амеба
Амеба (лат. Amoeba) је типски род хетеротрофних протиста из царства Amoebozoa. На основу овог рода, све ћелије променљивог облика и сви протисти који се крећу псеудоподијама названи су амебоидним.

## Карактеристике
Амебе (Rhizopoda) су добиле име од грчке речи amoibe (промена), зато што је њихово тело у непрекидном мењању. Непрекидно мењање проистиче отуда што је њихово тело гола протоплазматична маса. 
Централни део тела назива се ендоплазма и испуњена је зрнцима, а спољашњи слој је нешто задебљао и назива се ектоплазма. Тај слој протоплазме праживотиња има низ синонима као што су перипласт и пеликула. Спољашњи слој је састављен од мембранозних структура које образују граничне површине према спољашњој страни. Сматра се да је то још један слој једноструке основне мембране прожете микротубулама. Амебе реагују на многе физичке и хемијске стимулансе у својој средини, крећући се ка њима (позитивни таксис) или удаљујући се од њих (негативан таксис). Могу бити једноједарне или вишеједарне.

### Кретање и дисање
Кретање организма има посебан карактер и означено је именом амебоидно кретање. Амебоидно кретање карактерише се лагано преливање тела са једног места на друго. У одређеном делу амебиног омотача појављује се мало испупчење ектоплазме, које се издужује и у њега улази, као да се истискује, део ендоплазме. Тај део тела носи назив псеудоподија или лажна ножица. Испружена псеудоподија се може повући назад и ишчезнути. Приликом кретања, амеба излива псеудоподије у одређеном смеру (често ка храни), услед чега се цело тело прелива у правцу испружених псеудоподија, напуштајући првобитни положај.
Број и место образовања псеудоподија варирају. Псеудоподије имају прстасте облике, релативно су кратке, тупе и не гранају се. Покретљивост и брзина кретања амеба зависе од читавог низа фактора од којих су изразито важни: температура, интензитет светлости и присуство хране. Поред псеудоподија као органе за кретање поједине амебе користе и бичеве. Дисање се одвија површином тела.

### Исхрана и излучивање
Амеба, при кретању наилази на ситне честице (зрна песка, једноћелијске алге, друге праживотиње и бактерије). Ако су довољно мале, амеба их при додиру обухвата са свих страна и уноси унутрашњост. Несварљиви делови се избацују, док хранљиве честице остају и бивају окружене основном мембраном и капљицом течности, углавном ензима које излучује цитоплазма. На тај начин се у ендоплазми стварају мехурићи за варење или хранљиве вакуоле. Овакав начин исхране је фаготрофан. Уношење хране и избацивање несварених делова одвија се површином тела.
Поред хранљиве вакуоле у телу амебе постоји и контрактилна (пулзативна) вакуола. Она представља капљицу течности која се периодично повећава и затим, када достигне одређену запремину контрахује и избацује свој садржај у спољашњу средину. Контрактилна вакуола има функцију лучења и сматра се да има улогу апарата за регулисање осмотског притиска. Слатководне врсте имају једну контрактилну вакуолу која је у виду једноставног мешка.

### Размножавање
Размножавање тече полно или бесполно.
- Бесполно размножавање се одликује бинарном фисијом, при којој се једро дели, без нестајања једрове мембране, ћелија се издужује, стезање започиње на половима ћелије и од једне ћелије образују се две. Поред бинарне деобе код амеба срећемо још и мултипну (вишеједарну) деобу као и пупљење, што су такође типови бесполног размножавања.
- Полно размножавање одликује плазмотомија и сингамија.

У неповољним условима амеба се учаури, ствара цисту (тзв. инцистирање). Тада метаболичка активност бива сведена на минимум, а задебљали зид цисте омогућава преживљавање при таквим условима.